# Parafia Ewangelicko-Augsburska w Legnicy
Parafia Ewangelicko-Augsburska w Legnicy – luterańska parafia w Legnicy, należąca do diecezji wrocławskiej Kościoła Ewangelicko-Augsburskiego w RP. Mieści się przy Placu Mariackim. W 2014 liczyła około 100 wiernych.

## Historia
Pierwsze ewangelickie nabożeństwo na terenie miasta miało miejsce w 1522 w Kościele Marii Panny podczas obchodów święta Zesłania Ducha Świętego, kazanie wygłosił Fabian Eckel. Książę Fryderyk II legnicki przeszedł na luteranizm w 1539 i wprowadził wyznanie na terenie księstwa legnickiego. Zaprowadzenieu protestantyzmu na tym obszarze przyczynił się również Valentin Trozendorf.
Kontrreformacja w księstwie rozpoczęła się dopiero w 1675 dzięki opiece jego władcy i miała łagodny przebieg, doszło do odebrania ewangelikom kilku świątyń.
Pierwsze polskojęzyczne nabożeństwo odbyło się 27 października 1946 i poprowadził je ks. Karol Jadwiszczok, później funkcję proboszcza pełnił ks. Jan Zajączkowski. Od 1991 administrację nad parafią przejął proboszcz parafii w Jaworze, ks. Roman Kluz, a w latach 1997–2005 – ks. Cezary Królewicz.
W okresie 2010–2011 praktykę kandydacką w parafii odbywał Jerzy Gansel, który po ordynacji na duchownego w 2011 rozpoczął tu pracę na stanowisku wikariusza i pełnił ją do 2016, kiedy został mianowany proboszczem-administratorem parafii w Legnicy. 11 maja 2025 ks. Jerzy Gansel został wybrany na proboszcza parafii.

### Filiał w Głogowie
Kościół Pokoju w Głogowie został wybudowany w 1652, odbudowany po zawaleniu na skutek huraganu w 1655. Świątynia spłonęła 13 maja 1758 i nie została odbudowana. 29 sierpnia 1764 położono kamień węgielny pod budowę nowego kościoła, który poświęcono 14 lutego 1773 jako Kościół Łódź Chrystusowa.
Kościół ewangelicki został zniszczony w 1945, a jego pozostałości wysadzono w powietrze i usunięto w latach 60. Od tej pory głogowscy wierni pozbawieni byli własnej świątyni, nabożeństwa odbywały się w różnych lokalizacjach, a ich ostatecznym miejscem została kaplica rzymskokatolicka należąca do parafii św. Mikołaja.
10 marca 2016 parafia dokonała zakupu budynku, w którym znajdowało się dawniej Gimnazjum Ewangelickie. Jedno z jego pomieszczeń przebudowano na kaplicę, poświęconą 18 września 2016 przez biskupa kościoła ks. Jerzego Samca wraz z biskupem diecezji ks. Waldemarem Pytlem, biskupem-seniorem ks. Ryszardem Boguszem oraz ks. Jerzym Ganselem, proboszczem legnickiej parafii. W nabożeństwie udział wziął prezydent miasta Rafael Rokaszewicz oraz wierni przybyli z różnych parafii diecezji wrocławskiej.

## Współczesność
Nabożeństwa w Kościele Marii Panny w Legnicy odbywają się w każdą niedzielę, ponadto w okresie adwentu i pasyjnym prowadzone są nabożeństwa tygodniowe. W okresie zimowym miejscem nabożeństw jest boczna kaplica kościoła położona od strony ul. Biskupiej.
W Głogowie nabożeństwa mają miejsce w każdą drugą i czwartą niedzielę miesiąca oraz w święta w kaplicy domu parafialnego położonego przy ul. Jedności Robotniczej 11A.
W Legnicy parafia organizuje godziny biblijne oraz spotkania dla osób zainteresowanych protestantyzmem. Działa również stacja Diakonii, która prowadzi wypożyczalnię sprzętu rehabilitacyjnego. W kościele odbywają się koncerty muzyki organowej, występy chórów i wystawy.